# نجاح عطار
نجاح عطار (عربی: نجاح العطار) وی معاون رئیس‌جمهور سوریه از ۲۳ مارس ۲۰۰۶ تا ۸ دسامبر ۲۰۲۴ بود وی نخستین بانوی سوری بود که متصدی این منصب شده‌است.

## کودکی و تحصیلات
وی در ۱۰ ژانویه ۱۹۳۳ در دمشق متولد شد، وی در رشتهٔ ادبیات و علوم انسانی در سال ۱۹۵۵ مدرک گرفت و سپس در سال ۱۹۵۸ از دانشگاه دانشگاه ادینبرو انگلستان مدرک دکترا دریافت کرد.

## زندگی شغلی
زمانی که از انگستان به دمشق بازگشت در مدارس دبیرستان سوریه به تدریس پرداخت. در سال ۸ اوت ۱۹۷۶ وی ریاست وزارت فرهنگ سوریه را تا سال ۲۰۰۰م به عهده گرفت.